# Padborg
Padborg este un oraș în Danemarca.